# Checkers and Rally's
A Checkers And Rally's são cadeias americanas de fast food com duplo drive-thru nos Estados Unidos. A empresa opera restaurantes Checkers e Rally's em 28 estados e no Distrito de Colúmbia. Eles são especializados em hambúrgueres, cachorros-quentes, batatas fritas e milkshakes.

## Visão geral
Originalmente empresas separadas que atendiam a diferentes áreas geográficas (com a Checkers atendendo ao Sudeste e a Rally's atendendo ao Centro-Oeste), a Checkers e a Rally's se fundiram em agosto de 1999. De modo geral, o nome Checkers continua sendo usado no Sudeste e no Nordeste, enquanto o nome Rally's continua sendo usado no Centro-Oeste e na Califórnia; as duas marcas se sobrepuseram em várias áreas.
A empresa resultante da fusão tem sede em Tampa, Flórida. A maioria dos locais é especializada em serviço de entrega com janelas drive-thru e "walk-up" disponíveis, mas sem assentos internos, embora alguns locais antigos da Rally's no Centro-Oeste mantenham salas de jantar, bem como dois locais da Checkers com áreas de jantar internas em Clearwater e Orlando, Flórida.
A Checkers foi fundada em 1986 em Mobile, Alabama, por Jim Mattei, e abriu seu capital em 1991. A Rally's foi fundada em Louisville, Kentucky, em 1985, por Jim Patterson. Em 1991 e 1992, a Rally's absorveu a Maxie's of America, a Snapps Drive-Thru e a Zipps Drive-Thru.
Em 1996, a Rally's foi comprada pela CKE Restaurants, empresa controladora da Carl's Jr. e da Hardee's. A CKE vendeu a Rally's para a Checkers em 1999. Ao contrário das duas cadeias da CKE (que em vários momentos oscilaram entre comercializar a Carl's Jr. e a Hardee's como uma única cadeia ou cadeias regionais separadas que compartilham o logotipo e a imagem da Happy Star da Carl's Jr., mas têm cardápios bastante separados), a Checkers prontamente incorporou a Rally's à sua marca, e as duas cadeias agora são diferentes apenas pelo nome.
Em junho de 2006, a empresa se tornou privada por meio de uma fusão com a Taxi Holdings Corp, uma afiliada da Wellspring Capital Management, uma empresa de capital privado. Em 2014, a Wellspring vendeu a Checkers para outra empresa de capital privado, a Sentinel Capital Partners. Em 23 de março de 2017, a Checkers anunciou que seria vendida para a Oak Hill Capital Partners por US$ 525 milhões. A venda foi concluída um mês depois.
Em 23 de maio de 2018, a Checkers anunciou uma expansão planejada para mais de duas dúzias de locais na área de Pittsburgh. Apesar de a Rally's ter reconhecimento de marca na área, os locais seriam marcados como Checkers. A empresa fez seu retorno oficial à área em 2019 sob a marca Rally's, com a abertura de um local em Penn Hills.
Em fevereiro de 2020, a Checkers & Rally's nomeou Frances Allen, ex-CEO da Boston Market, como sua nova CEO. Ela deixou o cargo em abril de 2024.